# Українсько-барбадоські відносини
Українсько-барбадоські відносини — відносини між Україною та Барбадосом. 
Барбадос визнав незалежність України 13 квітня 1993 року, того ж дня країни встановили дипломатичні відносини.
Інтереси громадян України на Барбадосі захищає Посольство України у Великій Британії.

## Історія
Барбадос був серед 100 держав, що у 2014 році підтримали резолюцію ГА ООН «Територіальна цілісність України», переважно виступає на підтримку українських ініціатив в ООН, зокрема резолюцій «Ситуація з правами людини в тимчасово окупованих Автономній Республіці Крим та м. Севастополь, Україна», «Проблема мілітаризації АР Крим і м. Севастополь, Україна, а також районів Чорного і Азовського морів».
З початку повномасштабної збройної агресії Росії проти України Барбадос підтримав переважно всі ключові резолюції в рамках 11-ї позачергової сесії ГА ООН, зокрема, «Агресія проти України» (02.03.2022), «Гуманітарні наслідки агресії проти України» (24.03.2022), «Територіальна цілісність України: дотримання принципів Статуту ООН»(12.10.2022), «Ситуація з правами людини в тимчасово окупованих Автономній Республіці Крим та місті Севастополь (Україна)» (15.12.2022) та «Принципи Статуту ООН, що лежать в основі всеохоплюючого, справедливого та сталого миру в Україні» (28.02.2023), проте утримався при голосуванні за резолюції ГА ООН «Призупинення членства РФ у Раді ООН з прав людини» та «Забезпечення засобів правового захисту та репарацій у зв'язку з агресією проти України», останню через консолідовану позицію КАРІКОМ щодо відсутності засобів контролю ГА ООН за вказаним процесом).

## Торгівля
У 2022 році товарообіг між Україною та Барбадосом склав 1,06 млн. дол. США. Головними напрямами співпраці є інвестиції у банківську сферу (офшор) та надання послуг туризму.